# Municipio de Borgholm (Estados Unidos)
El municipio de Borgholm (en inglés: Borgholm Township) es un municipio ubicado en el condado de Mille Lacs en el estado estadounidense de Minnesota. En el año 2010 tenía una población de 1718 habitantes y una densidad poblacional de 19,02 personas por km².

## Geografía
El municipio de Borgholm se encuentra ubicado en las coordenadas 45°45′50″N 93°34′18″O / 45.76389, -93.57167. Según la Oficina del Censo de los Estados Unidos, el municipio tiene una superficie total de 90.34 km², de la cual 90,26 km² corresponden a tierra firme y (0,09 %) 0,09 km² es agua.

## Demografía
Según el censo de 2010, había 1718 personas residiendo en el municipio de Borgholm. La densidad de población era de 19,02 hab./km². De los 1718 habitantes, el municipio de Borgholm estaba compuesto por el 98,08 % blancos, el 0,12 % eran afroamericanos, el 0,23 % eran amerindios, el 0,35 % eran asiáticos, el 0,23 % eran de otras razas y el 0,99 % eran de una mezcla de razas. Del total de la población el 0,99 % eran hispanos o latinos de cualquier raza.